# José Dion Melo Teles
Jose Dion Melo Teles (Teresina, 18 de janeiro de 1939 — São Paulo, 6 de fevereiro de 2016) foi um engenheiro brasileiro.
Formado em Engenharia Eletrônica pelo Instituto Tecnológico de Aeronáutica (ITA), o piauiense José Dion de Melo Teles foi presidente do CNPq de 1975 a 1979 e presidiu o SERPRO no período de sua fundação, 1967 a 1974, e novamente de 1979 a 1986, onde, sob sua direção, foram criados o CPF, CNPJ (à época CGC), e os sistemas informatizados de Imposto de Renda e de controle da execução do orçamento federal (SIAFI).
José Dion também foi professor associado do Conservatoire National des Arts et Métiers (CNAM), instituição do governo francês criada há mais de 200 anos dedicado à educação e pesquisa para a promoção da ciência e indústria onde deu aulas de pós-doutorado dentro do tema "Tecnologia e Sociedade." Foi Diretor Geral e Secretário de Modernização do Superior Tribunal de Justiça-STJ onde foi responsável por etapas importantes do projeto de automação do Judiciário.
Ver também suas páginas no Centro de Memória CNPq - José Dion e Associação dos Engenheiros do ITA - José Dion

## Biografia

### Primeiros anos
Filho de Rosila Neves de Melo Rezende (educadora) e Edison de Rezende Teles (contador), José Dion ficou órfão de pai quando tinha 1 ano e 11 meses. O avô, Lino de Moraes Mello foi a presença paterna. Ingressou precocemente no Liceu Piauiense com onze anos incompletos.  
Aos 14 anos fez a opção pelo curso científico e teve seu primeiro trabalho, na oficina de rádio de Arlindo Nogueira "Laboratório de Eletrônica São Geraldo", no contra turno do Liceu. Nesse ambiente, encontrou um trabalho em que "se projetava equipamentos e se fazia manutenção de equipamentos médico-hospitalares, de sistema de rádio amadores, rádio transmissores, receptores, equipamentos eletrônicos embarcados em avião, enfim, tudo que era fronteira na época" (pg.42) . 
José Dion atribui grande relevância ao Liceu e 'a sorte de nele ter tido professores jovens e curiosos, sobretudo em exatas, à sequência de seus estudos. Lá, dois professores que estiveram no ITA (Instituto Tecnológico de Aeronáutica), se propuseram a dar um reforço para três estudantes do Liceu que pensavam em prestar vestibular para o ITA. "Eu, que já tinha como determinação de vida 'viver da eletrônica', quando percebi uma possibilidade de aprimoramento bastante avançado, não me intimidei com as dificuldades imensas para aproveitá-la." (pg. 50)  . Para os estudos, José Dion e outros três alunos se dedicaram a recuperar os laboratórios de física e química práticas. Já a matemática, aprendeu tendo aulas extras enquanto auxiliava o professor Bernardo Lopes de Souza a terminar a construção de sua casa, aos fins de semana. Tendo esse primeiro preparo e algumas economias, José Dion mudou-se para Belo Horizonte, para se preparar para o vestibular. Se preparou de maneira autodidata, na biblioteca da Escola de Engenharia de Minas Gerais, onde seu primo estudava, além de trabalhar numa emissora de TV. Aos 17 anos, mudou-se para São Paulo, estudando através das apostilas de colegas de pensão.  Ao final de 1958, prestou - e passou - no vestibular do ITA.

### Formação no ITA
Em sua biografia, os anos de formação no ITA são colocados com carinho e grande relevância. 

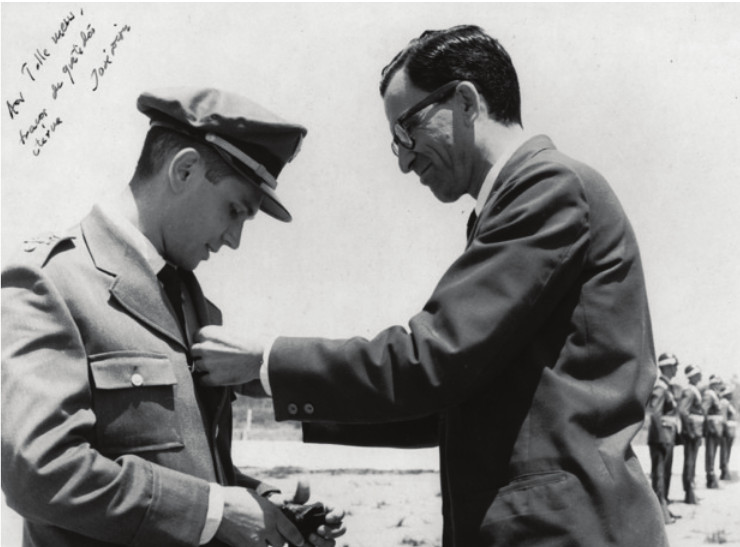
José Dion M Teles - Formatura do CPOR-Aer com seu padrinho e professor conselheiro Paulo Tolle (arquivo da família)

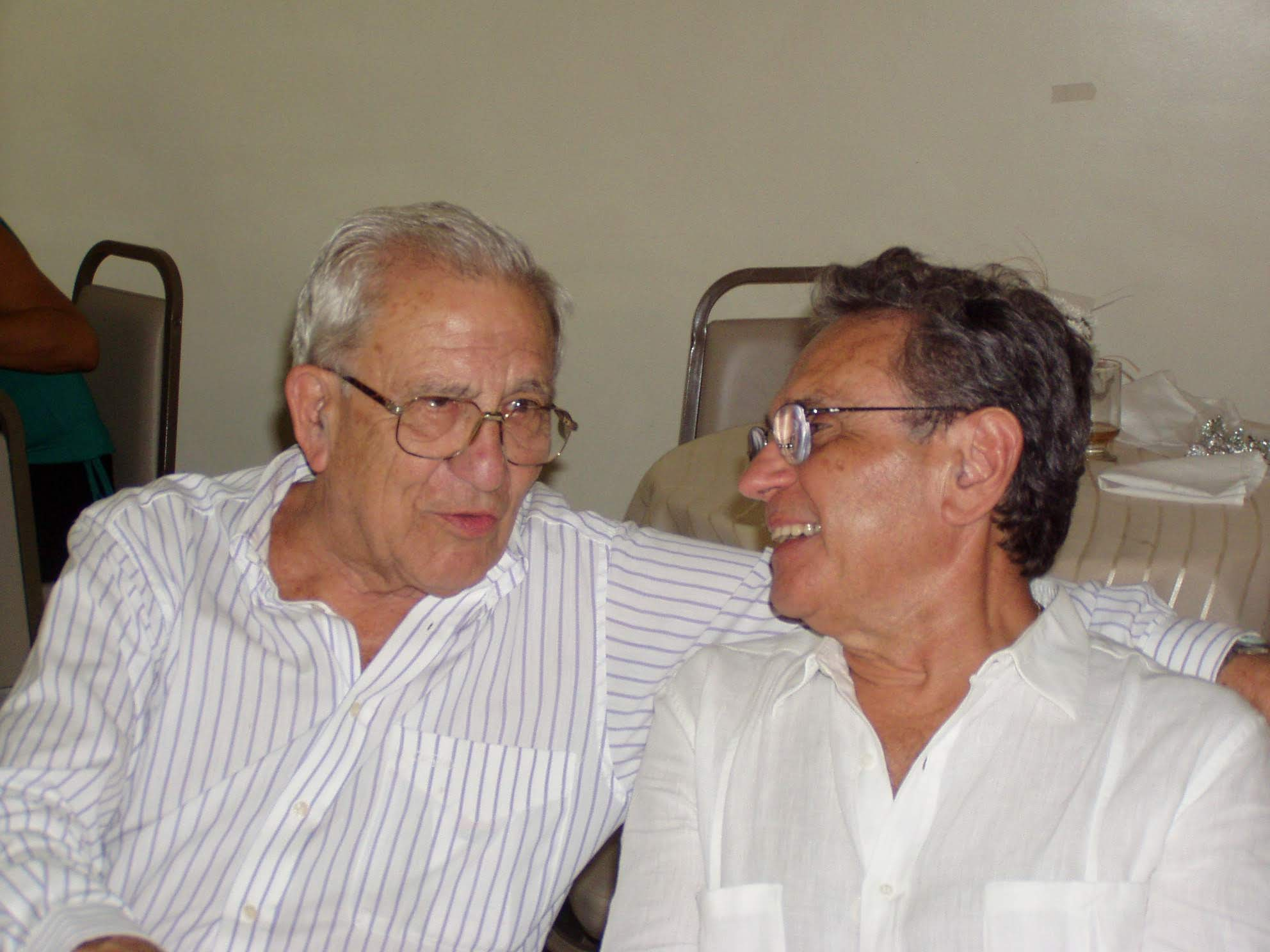
José Dion com seu amigo, e orientador dos tempos de ITA, Paulo Tolle

"Democracia é o sistema que garante oportunidades iguais para que as pessoas se demonstrem desiguais por valor próprio. O que é precioso na democracia é a oportunidade igual de acesso ao ensino, à saúde, ao trabalho. Esta é a essência da democracia. (…) eu me vi no mundo que eu tinha sonhado." pg 31
Além da formação técnica de alta qualidade, pela qual o Instituto é reconhecido, lá também recebeu a formação em direito, contabilidade, economia e língua inglesa, filosofia, sociologia, russo (para ter acesso a publicações de ponta da época). E também a "Disciplina Consciente", que é o conjunto de preceitos que os alunos do ITA cultivam rigorosamente, como a honestidade, auto gestão, bom convívio. 
“Por conta de tudo isso, aderi a essa pequena sociedade com muito entusiasmo. De certo modo, posso dizer que o ITA foi a minha ‘alma mater’ e é a minha referência de vida. Lá, acredito ter me desenvolvido muito, pois tive oportunidade de conviver com pessoas extremamente edificantes. Creio, assim, que muito do que eu, mais tarde, usei de maneira consciente veio deste ambiente. Não foi só a carga teórica, de alta matemática, de teoria de campo, antenas ou computadores. A parte mais preciosa, no meu entender, foi o ambiente de convívio.” pg75 
Além dos estudos, trabalhou em diversas iniciativas durante a graduação, completando a formação e a renda. Foi duas vezes estagiário em telecomunicações no Instituto de Pesquisas e Desenvolvimento – IPD no campus do então Centro Técnico de Aeronáutica – CTA., em projeto de sistema de comunicação dentro da aerovia de Brasília para o Rio. Trabalhou também em outros projetos, como o sistema de rádio com 144 canais, inovador para a época. Participou também de um projeto de bisturi eletrônico baseado em microondas. Foi assistente (bolsista e laboratorista) do prof. Etienne Jean Cassignol em pesquisa sobre desempenho de transistores. Foi Diretor Técnico da RUSD, ‘Rádio Universitária Santos Dumont’ (visando, entre outros,  aplicações didáticas a comunidades agrícolas nômades brasileiras), tendo montado o estúdio da rádio. Formou-se Engenheiro eletrônico pelo ITA na turma de 1963.

### Carreira
Engenheiro eletrônico pelo ITA na turma de 1963. Enquanto aluno, montou o laboratório de controle de qualidade da produção da Ericsson.
Fez pós-graduaçao em Administração na Universidade Stanford, Califórnia. Foi professor no Departamento de Administração da Universidade de Brasília e no Conservatoire national des arts et métiers (CNAM), Paris. Doutor honoris causa pela Universidade Federal do Rio Grande do Norte (UFRN).
- Foi Presidente do Conselho Nacional de Desenvolvimento Científico e Tecnológico de 1975 a 1979.
- Presidente da DIGIBRÁS.
- Vice-Presidente do Grupo de Seguros Atlântica Boa Vista, membro do Comitê Executivo de Ciência e Tecnologia da Organização dos Estados Americanos, Presidente do Conselho da PRODESP.[12]
- Foi o criador e o 1º presidente (1979 a 1986) do SERPRO (Serviço Federal de Processamento de Dados).[13]
- Foi Diretor Geral[14] e Secretário[15] de Modernização do Superior Tribunal de Justiça-STJ.[6]
- Foi consultor na Innova Tecnologia Inovadora Ltda.
- Foi consultor do Conselho de Relações do Trabalho da Fecomércio, SP.[16]

Dion faleceu em 6 de fevereiro de 2016.

### Obras escritas
- Pela Valorização da Inteligência (1985);
- Tecnologia Economia & Direito: Visão Integrada & Multissetorial (2006);

### Honrarias
- Medalha do Pacificador;
- Comendador da Ordem do Mérito Naval;
- Comendador da Ordem do Mérito Aeronáutico;
- Comendador da Ordem do Rio Branco;
- Medalha do Mérito da Inconfidência;
- Prêmio da SUCESU;[17]
- Medalha de Engenheiro Militar do IME;
- Medalha Anchieta da Câmara Municipal de São Paulo;
- Medalha Santos Dumont;
- Ordem Mexicana da Aguia Azteca;
- Ordem do Mérito Alemão;
- Chevalier do l’Ordre des Palmes Academiques;